# Helvis de Milly
Helvis de Milly, fue la señora de Bethsan. Era la hija de Enrique de Milly, señor de Arabia Pétrea, y de Inés Grenier, hija de Eustaquio Grenier, conde de Sidón y señor de Cesarea.
Se casó con Adán III, señor de Bethsan, y tuvieron un hijo:
- Guermond II de Bethsan, señor de Bethsan.[1]